# Доруд
Дору́д (перс. دورود) — місто в іранській провінції Лурестан. 
Населення міста — 250 тис. осіб (2005).
Назва міста в перекладі з фарсі означає «дві річки».
Торговий, сільськогосподарський центр.